# Parmotrema crinitum
Parmotrema crinitum är en lavart som först beskrevs av Erik Acharius, och fick sitt nu gällande namn av M. Choisy. Parmotrema crinitum ingår i släktet Parmotrema och familjen Parmeliaceae.   Inga underarter finns listade i Catalogue of Life.

## Källor

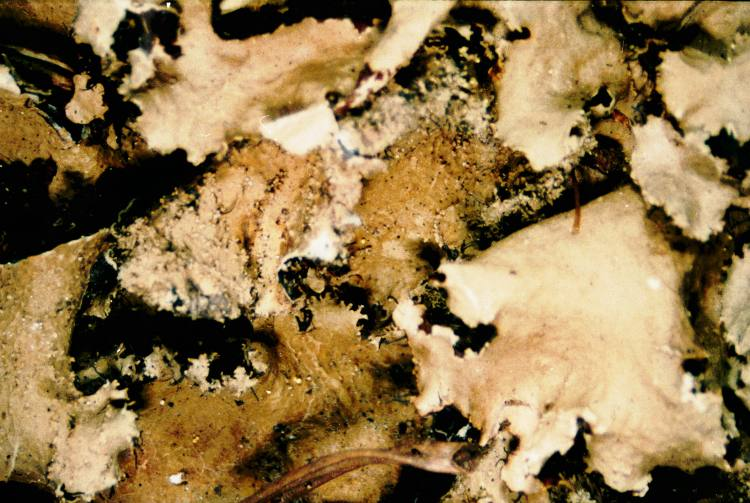
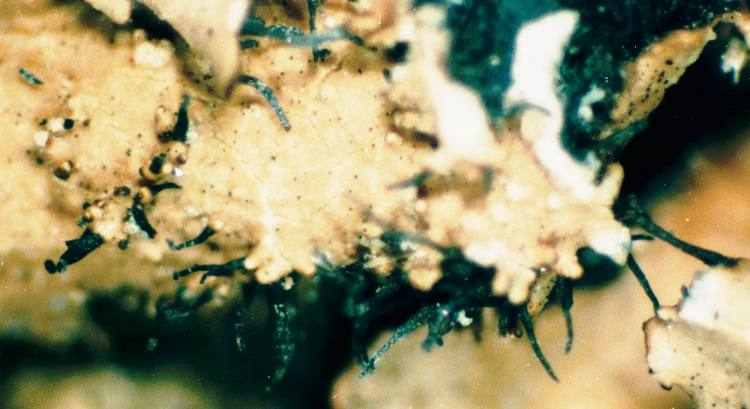
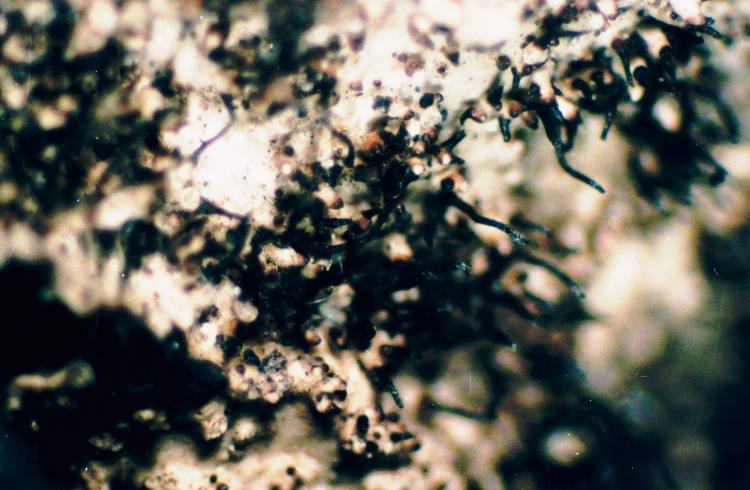
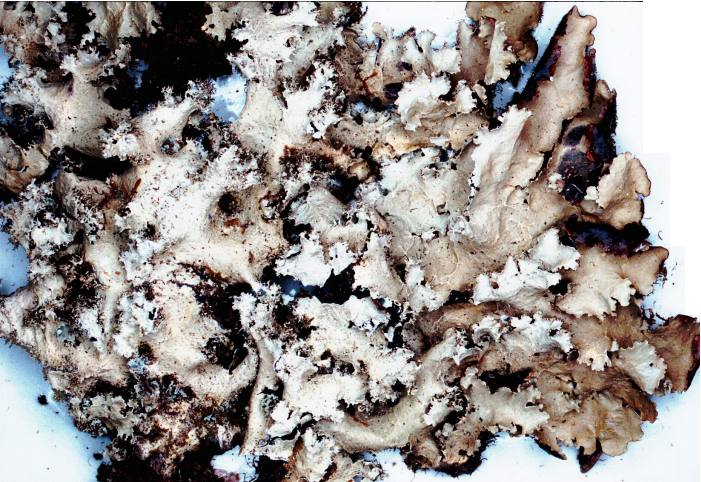
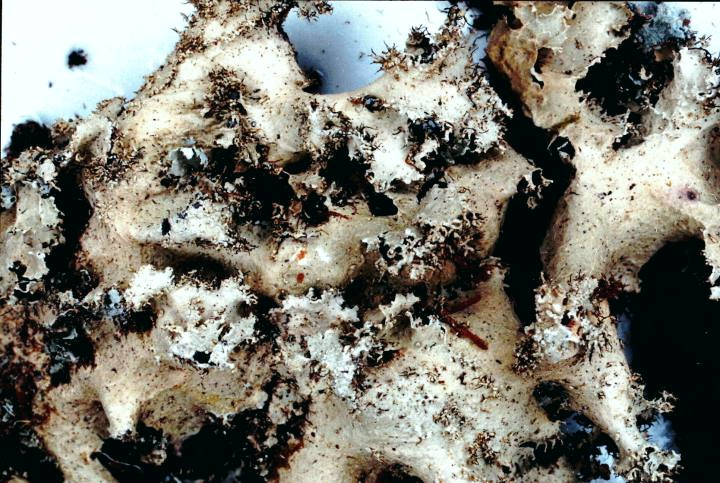
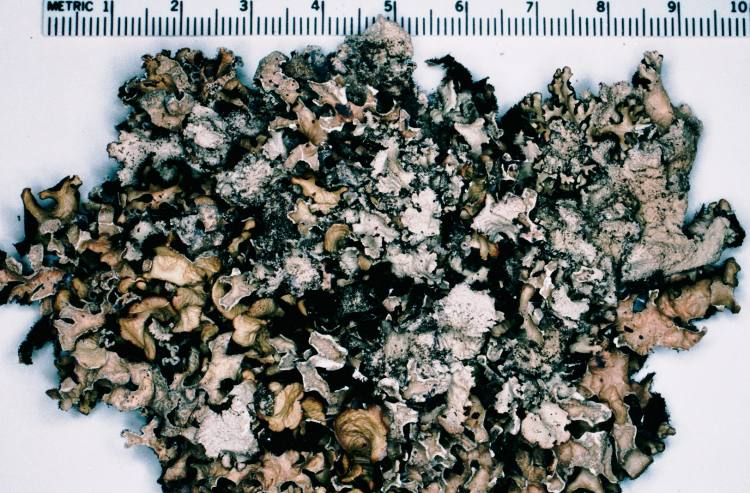
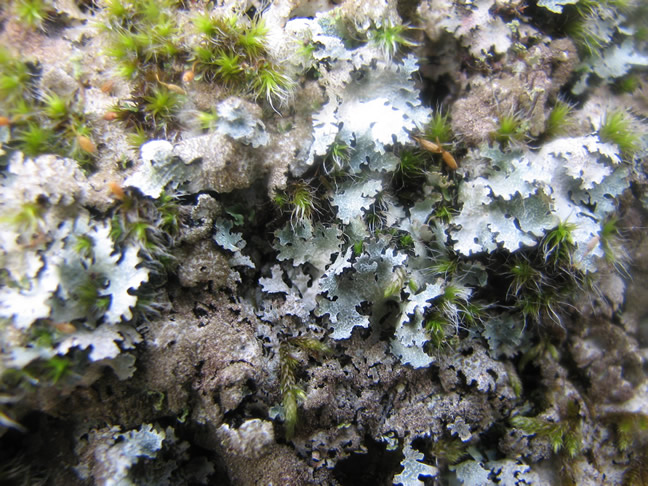